# Kristian Johansen (Politiker)
Karl Isak Kristian Victor Johansen (* 10. Juni 1915 in Uummannaq; † 23. Januar 1958 in Illorsuit) war ein grönländischer Landesrat.

## Leben
Kristian Johansen war der Sohn des Jägers Lars Jens Jacob Johansen (1885–?) und seiner zweiten Frau Magdalene Abigael Hedvig Pollas (1888–?). Er wurde in Uummannaq geboren und heiratete am 23. Juli 1938 die acht Jahre ältere Elisabeth Henningsen (1907–1993), die erste und einzige weibliche grönländische Landesrätin, Tochter von Johan Emil Hans Henningsen (1876–1952) und Johanne Marie Gjertrud Fleischer (1880–1959). Kurz nach der Hochzeit zog das Paar nach Ukkusissat, wo er als Udstedsverwalter arbeitete. Sie bekamen fünf Kinder: Astrid (* 1938), Severin (1941–2005), Henrik Kristian (* 1943), Lars Emil (* 1946) und Ole (* 1950). 1945 wurde er in den nordgrönländischen Landesrat gewählt, bevor die junge Familie 1946 weiter nach Illorsuit zog. Als 1951 erstmals ein gesamtgrönländischer Landesrat gewählt wurde, war er nicht mehr vertreten. 1955 wurde er allerdings in den Rat der Gemeinde Uummannaq gewählt, aber er starb zweieinhalb Jahre später im Alter von nur 42 Jahren.